# اشک (فیلم)
«اشک» (انگلیسی: Tears (film)) یک فیلم است که در سال ۲۰۰۰ منتشر شد.